# Maladaptive daydreaming
Il maladaptive daydreaming (in italiano "sogno ad occhi aperti disadattivo") noto anche come disturbo da fantasia compulsiva, è una forma di assorbimento dissociativo correlato a un'attività di fantasia vivida ed eccessiva che spesso coinvolge scenari elaborati e fantasiosi. Può provocare angoscia, può sostituire l'interazione umana e può interferire con il normale funzionamento come la vita sociale o il lavoro. Le persone che soffrono di maladaptive daydreaming possono trascorrere più della metà dei loro giorni in "vividi universi alternativi".
Il maladaptive daydreaming è in genere associato a movimenti stereotipati, come camminare avanti e indietro o il dondolio, e, spesso, la presenza di stimolazione musicale. Uno dei principali ricercatori di maladaptive daydreaming e la persona che ha coniato il termine è il professor Eli Somer dell'Università di Haifa. La definizione di Somer della condizione è "eccessiva attività di fantasia che sostituisce l'interazione umana e/o interferisce con il funzionamento accademico, interpersonale o professionale".

## Gamma di attività di sogni ad occhi aperti
Molte esperienze umane vanno dal normale all'anormale. Il sogno ad occhi aperti, una forma di normale assorbimento, è un'attività mentale molto diffusa vissuta da quasi tutti. Si pensa che comprenda quasi la metà di tutto il pensiero umano, con centinaia di sequenze di sogni ad occhi aperti vissute quotidianamente.
Alcuni individui hanno la capacità di sognare ad occhi aperti in modo così vivido da provare un senso di presenza nell'ambiente immaginato. Si ritiene che questa esperienza sia estremamente gratificante nella misura in cui alcuni di coloro che la sperimentano sviluppano una compulsione a ripeterla che viene spesso descritta come una dipendenza. La letteratura scientifica suggerisce che una parte delle persone con maladaptive daydreaming può trascorrere fino al 60% del loro tempo di veglia a sognare ad occhi aperti e, pertanto, potrebbe essere classificata come affetta da una dipendenza comportamentale.
Il sintomo generale sono fantasie estremamente vivide con "caratteristiche simili a storie", come i personaggi, le trame e le ambientazioni del sogno ad occhi aperti. I personaggi possono essere persone vere che il sognatore conosce, o che ha inventato, e lo stesso vale per le ambientazioni e le trame. Le fonti dei media, come film, videogiochi e musica, sono probabilmente le principali influenze nella vita di un sognatore disadattato, ed è per questo che queste fantasie sono spesso modellate come un romanzo o un film. Inoltre, il tempo trascorso in un sogno ad occhi aperti disadattato può indurre il sognatore ad occhi aperti a camminare, giocherellare con qualcosa in mano o dondolare avanti e indietro. Le persone che ne soffrono di solito sono molto coinvolte mentalmente ed emotivamente nelle loro fantasie, facendo sì che queste reagiscano fisicamente gesticolando, ridendo, parlando e realizzando facce che si adattano a qualsiasi scenario fantastico in cui si trovano.
Il sogno ad occhi aperti disadattivo non è connesso alla psicosi. I sogni ad occhi aperti non corrispondono alla realtà, e i soggetti con maladaptive daydreaming ne sono consapevoli. Invece le persone psicotiche non riescono a differenziare la fantasia dalla realtà, mentre le persone con maladaptive daydreaming conoscono sempre la differenza tra ciò che è nella loro mente e ciò che sta realmente accadendo nel mondo.

### Supporto online
Sebbene il maladaptive daydreaming non sia un disturbo mentale ufficialmente riconosciuto, il che significa che le persone non possono esserne diagnosticate, esistono numerosi gruppi di supporto online e nel mondo reale da quando Somer ha identificato il fenomeno nel 2002.
Esiste un ampio numero di gruppi sul maladaptive daydreaming online che forniscono informazioni e supporto alla pari, sui quali gli individui confessano di soffrire segretamente di maladaptive daydreaming da anni.
Lo sforzo di base da parte dei soggetti per aumentare la consapevolezza della loro condizione si è tradotto in uno sforzo globale spontaneo che ha portato a sviluppare un test autosomministrato che valuta 16 sintomi del maladaptive daydreaming, l’MDS-16. L'MDS-16 è stato finora tradotto in 29 lingue da esperti ricercatori, che hanno mostrato la sua adeguatezza sul piano della capacità di diagnosticare questa condizione.

## Possibili cause
I mondi complessi e immaginari e le storie di un sogno ad occhi aperti sono un sollievo per i momenti di angoscia o noia. Sognare ad occhi aperti per questi motivi non è intrinsecamente malsano; è solo quando le caratteristiche immaginate sostituiscono o superano quelle reali quando possono essere soprannominate disadattive (maladaptive). In alcuni casi, le persone con sospetti maladaptive daydreaming hanno riportato effetti abbastanza angoscianti. A volte possono essere completamente assorbite dalle loro fantasie, facendogli perdere la cognizione del tempo e avere difficoltà a concentrarsi su altri compiti. Queste fantasie possono persino mutare da un semplice hobby per evitare la noia in un'opzione che è preferibile all'interazione con persone reali. In questo caso, questi maladaptive daydreamers non vedono l'ora di tornare nei loro mondi immaginari, invece di farlo solo quando i loro programmi lo consentono. Dal punto di vista fisico, le persone affette da maladaptive daydreaming possono essere così assorbite che i loro mondi ostacolano la loro capacità di dormire, alzarsi dal letto e persino mantenere un'igiene adeguata.

## Ricerca sui sogni ad occhi aperti disadattivi
La ricerca mostra che questo fenomeno è misurabile, che è stabile e unico e può essere differenziato molto chiaramente dai normali sogni ad occhi aperti. La ricerca con l'MDS-16 ha anche dimostrato che gli individui che soffrono di questa condizione riportano tassi più elevati di sintomi da stress post traumatico, sintomi dissociativi, sintomi da deficit di attenzione e sintomi ossessivi-compulsivi.
Il sogno ad occhi aperti disadattivo è attualmente studiato da un consorzio di ricercatori di diversi paesi tra cui Stati Uniti, Polonia, Svizzera, Italia e Israele.
Dopo la pubblicazione di due singoli casi studio sul trattamento dei maladaptive daydreaming, sono ora necessarie ricerche per sviluppare pratiche basate sull'evidenza per il trattamento dei maladaptive daydreaming.